# Jaskinia Kozia
Die Höhle Jaskinia Kozia (dt.: Ziegenhöhle) ist eine Höhle im Tal Dolina Miętusia am Berg Kozi Grzbiet im Massiv der Westtatra (Tatra-Nationalpark) in Polen. Sie ist die zwölfstlängste sowie eine der größten und tiefsten Höhlen in Polen und der Tatra. Man darf sie nur mit der Genehmigung der Nationalparkverwaltung betreten. Sie ist nur teilweise erforscht.
Die Höhle liegt bei Zakopane und Kościelisko, ist 3470 Meter lang und hat mehrere Eingänge auf Höhe von zwischen 1757 m n.p.m. und 1875 m n.p.m.